# Angélica (1990)
Angélica é o terceiro álbum de estúdio da apresentadora e cantora brasileira Angélica, lançado em  1990, pelo selo Discos CBS (atual Sony Music Brasil). O álbum inclui uma mistura de gêneros musicais, tais como lambada, merengue, música romântica, rock e músicas voltadas para o público infantil.  Marco Mazzola, o produtor do disco, foi o responsável pela seleção do repertório, enquanto a cantora contribuiu principalmente com os vocais devido à falta de tempo para envolvimentos mais profundos na produção.  
Entre as faixas do álbum estão versões de canções internacionais, como "Light My Fire" do The Doors e "Mi Generación" do grupo espanhol Los Rebeldes, adaptadas para o português por Claudio Rabello. Os singles lançados foram os das canções "Me Dá Um Beijinho", com participação do grupo Kaoma, e "Ooh La La (Eu Vou Ganhar Você)", para os quais foram feitos videoclipes promocionais. 
O álbum foi bem sucedido comercialmente, com uma tiragem inicial de 500 mil exemplares vendidos antecipadamente, refletindo a grande demanda do público. Foi certificado com um disco de ouro pela ABPD, consolidando seu sucesso no mercado fonográfico brasileiro. Atualmente, encontra-se fora de catálogo no formato físico, mas continua disponível no formato digital. Pode ser adquirido em diversas plataformas de música online e ouvido via serviços streaming.

## Antecedentes
Em 1990, Angélica já era um dos grandes nomes da indústria fonográfica brasileira. Seus dois primeiros discos autointitulados venderam juntos mais de dois milhões, fazendo dela figura presente nas listas de álbuns mais vendidos da Nopem.
Pensando em aproveitar a popularidade da artista em projetos de cinema, programas de televisão e música, a CBS planejou iniciar as produção e gravação de mais um álbum de Angélica ainda em meados de 1990. De acordo com o Jornal do Brasil, a gravadora esperava faturar Cr$ 60,00 por cada cópia vendida, desse montante cerca de 25% ficaria com Angélica.

## Produção e gravação
Em sua coluna para o jornal Jornal do Commercio, edição de  17 de junho de 1990, o jornalista Augusto Pantoja informou que quatro canções que seriam incluídos no terceiro álbum  de estúdio já estavam prontas. Segundo ele, foram incluídas composições de Cid Guerreiro, da dupla Michael Sullivan e Paulo Massadas, e uma lambada intitulada "Mexe, Mexe". Nesse contexto, a cantora revelou: "O disco está mais infantil que os dois primeiros, mas tem músicas românticas também".
A cantora revelou que inicialmente pensou em compor músicas para o álbum, mas decidiu deixar isso para uma próxima oportunidade. Devido à falta de tempo, a única contribuição direta dela foi a gravação dos vocais. O produtor do disco, Marco Mazzola, foi o responsável pela seleção do repertório, que escolheu as melhores canções de uma seleção prévia.
Angélica chegou a opinar sobre a inclusão de uma música no gênero lambada no disco. Segundo ela, sua opinião inicial era contrária, uma vez que acreditava que o estilo seria uma moda passageira, mas o produtor Mazzola a fez mudar de ideia. Em entrevista ela afirmou: "Eu achava que a lambada era uma moda passageira, que estoura rápido e acaba da mesma forma. Não conhecia a história da lambada, achava que tinha surgido há pouco tempo. Então, conversei com algumas pessoas e saquei que existia e que continuaria. Gravei apenas uma, "Me Dá um Beijinho". Mas adoro o ritmo e gosto de dançar, embora não seja uma grande dançarina".

### Canções
Além da lambada, o disco apresenta canções com sonoridades de uma gama de gêneros musicais, tais como: merengue, música romântica, rock e música voltadas para o público infantojuvenil.
"Bye Que Bye Bye Bye" é uma versão da canção "Light My Fire", do grupo estadunidense The Doors, incluída em seu álbum homônimo de 1967. A canção em inglês foi composta por Jim Morrison, Robby Krieger, John Densmore e Ray Manzarek e é reconhecida como um dos primeiros exemplos de rock psicodélico. Ela alcançou o primeiro lugar na parada Billboard Hot 100 e na parada de singles da revista Cash Box. A versão em português foi feita por Claudio Rabello. Uma reportagem do Jornal do Brasil, mencionou que a cantora não se envolveu muito com o projeto, a ponto de não conhecer o guitarrista André Abujamra, que tocou na faixa.
"Boa Tarde, Meu Amor" é uma versão da música "Mi Generación", do grupo espanhol Los Rebeldes. Gravada originalmente em castelhano, e incluída no álbum Más Allá Del Bien Y Del Mal de 1988, foi composta por Carlos Segarra, e lançada com um dos singles no mesmo ano. A versão em português foi feita por Claudio Rabello.

## Lançamento
O lançamento do álbum foi anunciado diversas vezes na imprensa em 1990. Em 30 de julho, o jornal Tribuna da Imprensa informou que o lançamento ocorreria na primeira quinzena de agosto. Em 5 de agosto, o jornal paulista A Tribuna publicou que o terceiro álbum de Angélica seria lançado no fim daquele mês. Por fim, na coluna de Paulo Ricardo Moreira do jornal Tribuna da Imprensa, de 15 de setembro, foi revelado que o álbum fora lançado duas semanas antes da data da publicação.

## Singles
"Me Dá Um Beijinho" foi lançada como primeiro single, na  segunda metade de 1990. Traz a participação do grupo Kaoma, famoso por popularizar o gênero musical lambada internacionalmente. A música foi cantada em shows da turnê promocional que ocorreu em 1990, e recebeu um videoclipe dirigido por Rogério Gomes. A cantora chegou a fazer aulas de lambada para se apresentar dançando o estilo.
O segundo single foi a versão em português de "Ooh La La (I Can't Get Over You)", que foi feita por Edgard Poças e intitulada de "Ooh La La (Eu Vou Ganhar Você)". Gravada originalmente em 1990, pelo trio de vocalistas adolescentes de R&B contemporâneo Perfect Gentlemen, alcançou a posição de número 10 na Billboard Hot 100 e de número 12 na parada da Hot R&B/Hip-Hop Songs, também da revista Billboard. A versão de Angélica chegou a ser performada em seu programa da Rede Manchete, Milk Shake,  e um videoclipe chegou a ser feito como forma de divulgação.
"C'est La Vie" foi o terceiro single a ser lançado. Trata-se de uma canção gravada originalmente pelo cantor francês Marc Lavoine, lançada em 1989. É a primeira faixa de seu terceiro álbum, Les Amours du dimanche, e foi composta por Marc Lavoine e Fabrice Aboulker. Na para de sucessos francesa atingiu a posição de número 14 e passando um total de quatorze semanas na lista. O compositor da versão, Edgard Poças, chegou a incluir os manuscritos de sua versão em seu site oficial, no qual é possível ver uma série de alterações e rabiscos feitas na composição da música.

## Desempenho comercial
De acordo com o jornal Tribuna da Imprensa, a tiragem inicial do álbum foi de 250 mil cópias. No entanto, o Diário de Pernambuco destacou que 500 mil exemplares foram vendidos antecipadamente, refletindo a grande expectativa e demanda do público. O álbum foi posteriormente certificado com um disco de ouro pela ABPD, consolidando seu sucesso comercial.

## Lista de faixas
- Créditos adaptados do LP Angélica, de 1990.[12]

| N.º | Título                                                              | Compositor(es)                                                                       | Participação especial | Duração |  |
| 1.  | "Corpo Humano"                                                      | Chico Roque / Paulo Sérgio Valle                                                     | —                     | 3:35    |  |
| 2.  | "Ooh La La (Eu Vou Ganhar Você)" (Ooh La La - I Can't Get Over You) | Maurice Starr · Vrs.: Edgard Poças                                                   | —                     | 4:16    |  |
| 3.  | "Me Dá Um Beijinho"                                                 | Carlos Pedro / Ed Wilson                                                             | Kaoma                 | 4:29    |  |
| 4.  | "Mágica no Ar"                                                      | Cláudio Rabello / Torcuato Mariano                                                   | —                     | 4:09    |  |
| 5.  | "Bons Momentos"                                                     | Ricardo Leão / Victor Chicri                                                         | —                     | 3:47    |  |
| 6.  | "Boa Tarde, Meu Amor" (Mi Generación)                               | Carlos Segarra · Vrs.: Cláudio Rabello                                               | —                     | 3:34    |  |
| 7.  | "C'est La Vie"                                                      | Fabrice Aboulker / Marc Lavoine · Vrs.: Edgard Poças                                 | —                     | 3:29    |  |
| 8.  | "Bye Que Bye Bye Bye" (Light My Fire)                               | Jim Morrison / John Densmore / Ray Manzarek / Robert Krieger · Vrs.: Cláudio Rabello | —                     | 3:36    |  |
| 9.  | "Viajei no Som"                                                     | Celso Fonseca / Ronaldo Bastos                                                       | —                     | 4:12    |  |
| 10. | "Coisa Aventureira"                                                 | Eduardo Souto Neto / Nelson Wellington                                               | —                     | 3:21    |  |

## Certificações e vendas
| País          | Certificação | Data | Vendas estimadas |
| ------------- | ------------ | ---- | ---------------- |
| Brasil (ABPD) | Ouro         | 1991 | 500.000          |